# Бирюк (река)

Бассейн Лены

Бирюк (якут. Бүүрүк) — река в России, протекает по территории Олёкминского района Якутии, левый приток реки Лены.

## Физико-географическая характеристика
Длина реки — 267 км, площадь водосборного бассейна — 9710 км². Среднегодовой расход воды — 23 м³/с. Берёт начало на Приленском плато, впадает в Лену в 2160 км от её устья по левому берегу. Крупнейший приток — река Меличян.

## Гидрология
| Средний расход воды (м³/с) реки Бирюк по месяцам с 1950 по 1994 гг. (замеры производились на гидрологическом посту в районе с. Бирюк, в 6 км от устья) |

## Данные водного реестра
По данным государственного водного реестра России и геоинформационной системы водохозяйственного районирования территории РФ, подготовленной Федеральным агентством водных ресурсов:
- Бассейновый округ — Ленский
- Речной бассейн — Лена
- Речной подбассейн — Лена между впадением рек Витима и Олёкмы
- Водохозяйственный участок — Лена от водомерного поста с. Мача до устья реки Олёкмы
- Код водного объекта — 18030300312117200008435